# 金塔納峰
71°53′S 8°21′E / 71.883°S 8.350°E
金塔納峰（英語：Kinntanna Peak）是南極洲的山峰，位於毛德皇后地，屬於芬里斯謝夫滕山的一部分，處於霍爾坦納峰以北2公里，海拔高度2,725米，現時受南極條約體系管理。